# Kwame Kwei-Armah
Kwame Kwei-Armah, nato Ian Roberts (Hillingdon, 24 marzo 1967), è un attore, drammaturgo, cantante e conduttore radiofonico britannico.
Nel 2005 è diventato il secondo drammaturgo britannico di colore ad avere una propria opera in scena nel West End londinese. È noto inoltre per aver prestato la propria voce a Mtambo in Lorax - Il guardiano della foresta.
Cresciuto nel Southall, ha cambiato il suo nome all'età di 19 anni dopo aver rintracciato le sue origini famigliari nel Ghana precedente alla tratta atlantica degli schiavi africani. I suoi genitori sono nati a Grenada. Ha quattro figli. Il 1º luglio 2011, è diventato direttore artistico del Center Stage a Baltimora, Maryland, in sostituzione di Irene Lewis. È stato nominato Ufficiale dell'Ordine dell'Impero Britannico (OBE) nel 2012 agli Birthday Honours per i suoi servizi al dramma e nel 2011 divenne rettore dell'Università delle Arti. Nel 2018 è diventato direttore artistico del Young Vic di Londra.

## Primi anni
Kwei-Armah è nato nel 1967 a Hillingdon Hospital e si chiamava Ian Roberts. Ha cambiato il suo nome 19 anni dopo aver rintracciato la sua famiglia (da bambino era interessato alla serie televisiva Radici), attraverso il commercio degli schiavi torna alle sue radici africane in Ghana, discendenti dei Coromantee. I suoi genitori sono nati a Grenada, una colonia britannica. La nonna materna si trasferì a Trinidad, dove morì, lasciando i suoi cinque figli tra cui la madre di Kwei-Armah orfani. Successivamente sua madre si trasferì in Gran Bretagna nel 1962 e suo padre, Eric Roberts, trasferitosi in Gran Bretagna nel 1960, in un'epoca in cui vi era un alto tasso di disoccupazione in Grenada, trovò lavoro a Londra, presso il locale Quaker Oats.
Quando aveva un anno, la famiglia di Kwei-Armah si trasferì in una casa a due piani nel Southall, dove hanno affittato due stanze per contribuire a pagare il mutuo. Kwei-Armah iniziò la scuola primaria a cinque anni, e dopo un insegnante lo disciplinato da lui calci alla schiena, la madre ha assunto tre posti di lavoro (baby sitter, infermiera di notte a Hillingdon Hospital e parrucchiera) per fare andare lui e i suoi due fratelli in una scuola privata, la Barbara Speake Stage School. All'età di circa 35 anni la madre ha avuto un ictus, da cui lentamente è guarita.
Kwei-Armah cresciuto nel Southall nel 1970, quando alcune famiglie asiatiche e le famiglie bianche emigravano in altri paesi, e percepì animosità da parte della comunità asiatica verso la comunità afro-caraibica. Un giorno, nell'aprile 1979 mentre scoppiò una rivolta in Southall, il padre tornò a casa dopo una serata di lavoro e lo portò a vedere la Hambrough Tavern. Kwame vide un furgone della polizia arrivare, e quando la polizia iniziò a calmare la folla con manganelli e scudi corse a casa spaventato. Dal salotto del piano di sopra vide la polizia scacciare dei ragazzi neri e asiatici lungo la strada seguita da alcuni skinhead, che avevano anch'essi manganelli e scudi. L'evento lo sconvolse facendogli sentire in un ambiente estraneo, e rafforzato la sua determinazione a fare bene nella sua educazione. In seguito ha scritto l'evento nel suo primo dramma, Un'erba amara (A Bitter Herb).

## Cinema, televisione e radio
Kwei-Armah è apparso nella produzione originale londinese di Elegie for Angels, Punks e Raging Queens, che ha svolto al Criterion Theatre nel 1993.
Kwame ha raggiunto la fama interpretando il paramedico Finlay Newton nella serie drammatica della BBC, Casualty dal 1999 al 2004. I suoi altri crediti televisivi includono apparizioni in episodi della serie Holby City, Afternoon Play, Between the Lines e The Bill. Nel 2003 è apparso come un concorrente sul reality TV Comic Relief does Fame Academy e successivamente ha pubblicato un album, Kwame. Nel 2007, ha interpretato il ruolo di E. R. Braithwaite dell'adattamento in due parti della BBC Radio 4, La scuola della violenza. Kwei-Armah compare nell'episodio Who Shot the Sheriff? nella rinascita di Robin Hood della BBC1, come urbanista ambizioso in Lewis, e nel film Fade to Black con Danny Huston, Christopher Walken e Diego Luna. Egli è anche un regolare TheatreVoice.
Ha presentato 15 febbraio 2009 episodio del documentario di Channel 4, Christianity: una storia, durante il quale ha parlato della sua fede cristiana e identità africana, oltre alle origini africane del cristianesimo in Etiopia.
Nell'estate del 2009, ha presentato la serie di Channel 4, On Tour with the Queen, che ha esaminato l'impatto della Regina Elisabetta II visita s della Comunità che ha avuto luogo tra il novembre 1953 e il maggio 1954. Ha inoltre incontrato il re George Tupou V, Sitiveni Rabuka e la regina Elisabetta II in viaggio. Nel marzo 2010, Kwei-Armah è apparso nell'episodio finale e penultimo della quarta serie di Skins. Per un certo numero di anni Kwei-Armah è apparso come un pannellista in Newsnight Review. È anche apparso in Question Time e in due occasioni in The Culture Show.
Il 15 maggio 2011 è stato la persona arenato su BBC Radio 4 Desert Island Discs. Le sue selezioni musicali incluso il potere-rap politico di Chuck D e la sua band Public Enemy, Marvin Gaye, Bob Marley e Lord Kitchener. Kwei-Armah disse che vive con i suoi genitori era come esistente con due diversi tipi di teatro nella casa di famiglia: si sarebbe servito rum a suo padre e i suoi amici, mentre sua madre stava ospitando incontri chiesa nel soggiorno.
Nel 2011 Kwei-Armah viene scelto da Marcus Garvey come protagonista della serie della BBC Radio 4, Great Lives.

## Teatro
Il quinto dramma di Kwei-Armah, Elmina's Kitchen, ha debuttato nel maggio 2003 al National Theatre, ed è stato finalista nella categoria "Best New Play" ai Laurence Olivier Awards 2004. Nello stesso anno, Kwei-Armah ha ricevuto il Evening Standard Award per il più promettente drammaturgo del 2003. Nel 2005, è stato nominato ai premi BAFTA per la versione televisiva di Elmina Kitchen.
Walter's War, un dramma scritto da Kwei-Armah e basato sulle esperienze di guerra del calciatore Walter Tull, prodotta dal canale televisivo britannico BBC Four e proiettato il 9 novembre 2008 nell'ambito della stagione della BBC "Novanta anni della Memoria" nel novembre 2008. Kwei-Armah ha avuto anche un cameo nel film.
Kwei-Armah è membro del consiglio di amministrazione del Teatro Nazionale e ha ricevuto un dottorato onorario dalla Open University nel 2008, e nel 2009 è stato un giudice per il BBC World Service  International Radio Playwriting Competition. Il 28 febbraio 2011, è stato nominato come nuovo direttore artistico a Center Stage Theatre di Baltimora, in sostituzione di Irene Lewis per 19 anni. Kwei-Armah ha messo in scena Elmina's Kitchen nel 2005, seguito da Let There Be Love nel 2010 e nel 2007 ha diretto il dramma di Naomi Wallace, Things of Dry Hours. Kwei-Armah è stato coinvolto nel Bush Theatre con il progetto del 2011, Sixty-Six Books, per la quale ha scritto un pezzo basato su un capitolo della Bibbia di re Giacomo.
Egli è anche un patrono della Shakespeare Schools Festival, un ente di beneficenza che permette ai bambini delle scuole in tutto il Regno Unito per interpretare le opere di Shakespeare nei teatri professionali.

## Filmografia

### Doppiatore
- Due cuccioli nella savana, regia di John Downer - film TV (2004)
- Lorax - Il guardiano della foresta, regia di Chris Renaud e Kyle Balda - Mtambo (voce) (2012)

### Teatro
- Elmina's Kitchen
- Fix Up
- Blues Brother Soul Sister
- Hold On
- A Bitter Herb
- Big Nose
- Statement of Regret (Prima rappresentazione al National Theatre nel 2007,[14] e trasmesso come The Saturday Play su BBC Radio 4, il 18 luglio 2009, con Don Warrington e Colin McFarlane che interpretano Kwaku e Michael[15])
- Let There Be Love
- Seize the Day
- Beneatha's Place

### Televisione
- Walter's War
- Robin Hood